# Hardin, Texas
Hardin là một thành phố thuộc quận Liberty, tiểu bang Texas, Hoa Kỳ. Năm 2010, dân số của xã này là 819 người.

## Dân số
- Dân số năm 2000: 755 người.
- Dân số năm 2010: 819 người.